# Делатель королей
«Делатель королей» (англ. kingmaker) — термин английского языка, обычно означающий человека или группу лиц, которые обладают большим влиянием на то, кто придёт к власти, но при этом сами непосредственно прийти к власти не могут.

## История
Впервые этот термин на английском языке был применён в XV веке к Ричарду Невиллу, графу Уорику; во многом благодаря его усилиям во время Войны Алой и Белой розы сначала стал регентом Ричард Йорк, а затем вернулся на престол Генрих VI. Хотя в его жилах тоже текла королевская кровь, но родство с королевской правящей династией было достаточно далёким, поэтому он сам не мог занять трон. Вместо этого он сильно влиял на политику английских королей. Он не был первым, кто обладал подобной властью, однако историки считают его лучшим примером в длинном ряду исторических деятелей, которые находились вблизи трона, но сами не имели возможности занять его.
В наше время термин несколько изменил значение. Иногда им обозначают политиков, которые самостоятельно отказываются от влиятельной должности. Так, например, в 2004 году Соня Ганди могла стать премьер-министром Индии после того, как её партия выиграла выборы, однако решила не делать этого. Также термин применяется по отношению к людям, достаточно влиятельным для того, чтобы помочь другому политику прийти ко власти, однако не обладающим возможностью или не желающим после этого влиять на выбранного «короля».